# Select Sport
 (juillet 2013).
Pour les articles homonymes, voir Select.
Select Sport ou plus simplement Select, est un fabricant de matériel de sport danois. Cette société a été fondée en 1947 par Eigil Nielsen ancien gardien de l'Équipe du Danemark de football.
Dans les années 1950, Select Sport a fabriqué le premier ballon de football à 32 panneaux. Il était composé de 12 pentagones noirs et de 20 hexagones blancs. La configuration du ballon à 32 panneaux est alors devenu la norme mondiale. Select Sport a également été le premier fabricant de ballons de football sans laçage extérieur.
Depuis 2008, Select Sport fournit la fédération danoise de football et également de nombreux clubs des championnats danois, belges ou russes.
Les ballons Select Sport ont été utilisés aux Jeux Olympiques de Handball de Londres 2012, ainsi que dans les derniers championnats du monde de handball, mais également dans plusieurs championnats européens tels que le championnat danois de handball, le championnat suédois de handball et le championnat espagnol de handball, entre autres.
La marque habille également de nombreux clubs de handball et concurrence son compatriote et concurrent Hummel, équipementier leader dans ce sport.

## Identité visuelle

Logo avec slogan.
Logo sans slogan.

## Équipementier officiel

### Handball

#### Équipes
Actuellement
- Nancy Handball (2019/07 –)[5]
- Handball Plan-de-Cuques
- Sarrebourg Moselle-Sud Handball (2022/09 – 2025)[6]
- Sélestat Alsace Handball (2018 – 2023)[7]

Anciennement
- Dijon Métropole Handball (2019 – 2022/09)[8]
- Valence Handball (2020 – 2022/07)[9],[10]

#### Ballons de compétitions
Organisations:
- Fédération européenne de handball (EHF)
- Fédération internationale de handball (IHF)
- Fédération autrichienne de handball
- Fédération chilienne de handball
- Fédération danoise de handball
- Fédération féroïenne de handball
- Fédération islandaise de handball
- Fédération lettone de handball
- Fédération lituanienne de handball
- Fédération portugaise de handball

Compétitions:
- EHF Champions League (Women's & Men's)
- EHF European League (Women's & Men's)

Ligues:
- Ligue Féminine de Handball (Ligue Butagaz Énergie & D2F)
- Ligue Nationale de Handball (Starligue & Proligue)
- Championnat d'Allemagne féminin de handball
- Championnat de Norvège féminin de handball
- Championnat de Norvège masculin de handball
- Championnat de Pologne masculin de handball
- Championnat de Pologne féminin de handball